# آنتونیو پیکولو (بازیکن فوتبال، زاده ۱۹۹۰)
آنتونیو پیکولو (انگلیسی: Antonio Piccolo؛ زادهٔ ۱۸ ژوئیهٔ ۱۹۹۰) بازیکن فوتبال اهل ایتالیا است.
از باشگاه‌هایی که در آن بازی کرده‌است می‌توان به باشگاه فوتبال یوونتوس و باشگاه فوتبال تورینو اشاره کرد.
وی همچنین در تیم ملی فوتبال زیر ۲۰ سال ایتالیا بازی کرده‌است.